# Jean-François Ferraton
Jean-François Ferraton est un artiste français d'art sacré actuel. Il est basé à Lyon, et son atelier se trouve à Rochetaillée-sur-Saône. 

## Biographie
Jean-François Ferraton est né le 27 mars 1949 à Lyon, France.
De 1978 à 1989, il a étudié les principes de la composition picturale selon le peintre Albert Gleizes à l'académie du Minotaure de Lyon, où il fait des travaux d'art sacré en collaboration avec le peintre fresquiste et vitrailliste René-Maria Burlet.
En 1989 il devient membre de l'Union compagnonnique des devoirs unis, où il travaille comme graveur sur bois. Guidé par des artisans d'art de haut niveau, il perfectionne aussi sa pratique de gravure sur pierre et son travail du verre au four.
Après avoir sculpté de nombreux bas-reliefs sur bois pendant quelques années, en 1985 il crée son propre atelier à l'enseigne du Chêne-Voyelle. Il édite jusqu'en 1995 une douzaine de livres d'artiste xylographiés qui le feront connaître en France auprès de la quasi-totalité des bibliothèques disposant d'un fonds de bibliophilie contemporaine. Il édite également à cette époque des estampes de grands formats et des gaufrages.
Il donne pendant quelques années des formations dans le domaine de la gravure ou de la composition picturale, soit dans son atelier, soit à l'extérieur pour des organismes de formation, ou pour la fondation Gleizes. Il a obtenu en 1993 le prix du manuscrit du conseil général du Rhône pour son ouvrage Lettre à René-Maria Burlet qui rendait hommage à son maître. 
Il revient à la création de grands bas-reliefs gravés sur bois et sur pierre avec une orientation sur la symbolique chrétienne. Depuis 1995, il se consacre entièrement à la création d'œuvres d'art sacré (autels, ambons, tabernacles, croix de chœur, baptistères, éléments architecturaux, vitraux) dans un style sobre et épuré où le verre très épais entre en conjonction avec la pierre, le bois ou le métal.
À ce jour, il a réalisé plus de 400 œuvres originales, ce qui le place parmi les créateurs les plus importants dans le domaine de l'art sacré actuel, juste à côté d'artistes comme Dominique Kaeppelin, Jean-Jacques Bris ou Jacques Dieudonné et à la suite d'autres comme Arcabas, Goudji ou Philippe Kaeppelin.

### Éléments bibliographique
- Art & Métiers du Livre, n° 147-161-164-174
- Les nouvelles de l'Estampe, n° 108
- Revue Métiers d'Art, avril 1990
- Arte Grafika, n° 7 (1990/3)
- Communication & langages n° 83
- Paris Notre-Dame, n° 917 nov 2001
- Famille chrétienne, n° 1249 (2001) et 1554 (2007)
- Église à Lyon, n° 4 (2007) et n° 9 (2008)
- Bâtisseurs, revue des Chantiers du Cardinal, n° 182 (2008)
- Chroniques d'art sacré, n° 75

### Médias
- Présentation d'un livre d'artiste xylographié à l'émission Préface de Cyril Genêt sur Télé Lyon Métropole le 28 septembre 1990
- Albert Gleizes au musée de l'Imprimerie et de la Communication graphique, Le Compagnonnage à Lyon, FR3, juillet 1990
- Participation au film documentaire L'Imprimerie sous Gutenberg pour la séquence gravure sur bois, FR3, mai 1993
- Réalisation du Centre régional de documentation pédagogique pour France 5, septembre 1995
- La vie de quartier, Télé Lyon Métropole, octobre 1999
- Reportage sur les réalisations d'art sacré à l'église Notre-Dame-de-Nazareth de Paris, KTO, novembre 2001
- Propos sur le chantier de Notre-Dame-de-Nazareth, Radio Notre-Dame, novembre 2001
- L'actualité de l'art sacré, RCF Rennes (au salon Religio), 7 novembre 2009